# عادل سنون
عادل سنون (انگلیسی: Adel Sennoun؛ زادهٔ ۱ سپتامبر ۱۹۶۷) بازیکن والیبال اهل الجزایر بود.